# منطقة خليفة الصناعية
منطقة خليفة الصناعية هي مدينة صناعية أُعلن عن إنشائها في نوفمبر 2010، من قبل موانئ أبوظبي في إمارة أبو ظبي، وافتتحت رسميًا في سبتمبر 2012.

## خلفية
وضعت حكومة أبوظبي في إطار جهودها لتحقيق التنويع الاقتصادي بحلول عام 2030، خططًا لإطلاق منطقة صناعية وموانئ بمليارات الدولارات في موقع جديد في الطويلة (بالقرب من ميناء خليفة الذي تم بناؤه حديثًا) والذي سيصبح أول منطقة صناعية حرة تقدم ملكية أجنبية بنسبة 100٪. بحلول عام 2030، من المتوقع أن تساهم المنطقة الصناعية بنسبة تصل إلى 15% من الناتج المحلي الإجمالي غير النفطي للإمارة.

## الموقع
تقع المنطقة الصناعية على مسافات متساوية تقريبًا بين أبوظبي ودبي بالقرب من ميناء خليفة الحديث، مع واجهة ممتدة على طول الطريق السريع E11 الذي يربط بين المدينتين. تم التخطيط لطريق شرياني إضافي يربط المنطقة الصناعية بمدينة العين، أكبر مدينة داخلية في الإمارات العربية المتحدة.
بالإضافة إلى ذلك، تربط هذه الطرق المنطقة بثلاثة مطارات دولية رئيسية - مطار أبوظبي الدولي 35 كيلومتر (22 ميل)، مطار آل مكتوم الدولي 52 كيلومتر (32 ميل)، ومطار دبي الدولي 85 كيلومتر (53 ميل). 
يوفر موقع منطقة خليفة الصناعية الاستراتيجي الذي يربط الشرق بالغرب، وبنيتها التحتية متعددة الوسائط التي تربط البحر والجو والطرق والسكك الحديدية، للمستثمرين وصولاً سهلاً وفعالاً إلى أكثر من 4.5 مليار مستهلك في أربع مناطق زمنية.

## الأهداف
يُعد الهدف الأساسي لمنطقة خليفة الصناعية هو جذب الاستثمارات الأجنبية مع خلق فرص عمل للإماراتيين المهرة والمغتربين على حد سواء. وفقًا لموقع المنطقة الصناعية الرسمي: فإن «الفوائد الاقتصادية واضحة - بحلول عام 2030، من المتوقع أن تساهم بنحو 15% من الناتج المحلي الإجمالي غير النفطي لإمارة أبوظبي. وستكون نقطة جذب قوية للاستثمار الأجنبي المباشر، مع قيام الأعمال التجارية العالمية بتحديد مواقع مرافق التصنيع الأولية والتكميلية واسعة النطاق في المنطقة الصناعية. من المتوقع أن يتم تصدير ما بين 60% و 80% من السلع المصنعة داخل المنطقة الصناعية، مما يضيف قيمة إضافية لاقتصاد الدولة».

## منطقة الخدمات اللوجستية
بالنسبة للعمليات اللوجستية، تتمتع الشركات الموجودة في منطقة خليفة الصناعية اللوجستية بمرافق بما في ذلك مستودعات عالية المواصفات مسبقة البناء تمتد على 1.3 مليون قدم مربع.

## مزايا المدينة
تقدم مدينة خليفة الصناعية مزايا هامة من أبرزها:
- امكانية تأسيس شركات جديدة وذلك بسبب مرونة الشروط المطلوبة
- تقدم المدينة مميزات 100% ملكية أجنبية و0% رسوم جمركية للشركات الصناعية والتجارية بمختلف أنواعها
- مطابقة لمواصفات  المدن الصناعية العالمية مع جذبها للشركات العالمية المتخصصة في النقل والتوزيع والتصنيع والتجارة والتخزين
- عدم وجود قيود على إعادة رأس المال والأرباح،أوالحد الأدنى لرأس المال،وتوفر منطقة مخصصة للإعفاء من ضريبة القيمة المضافة.
- تمكن البضائع المنتجة من الحصول على شهادة «صنع في الإمارات»  وإمكانية الإعفاء من الرسوم الجمركية في دول مجلس التعاون الخليجي،
- توافر نظام سياسي مستقر في الإمارات العربية المتحدة وبيئة مهنية مناسبة للاستثمار لتوفر الخدمات اللوجستية والتصنيع وقطاعات المصارف والترفيه وغيرهافيها
- سهولة الوصول إلى الأسواق الإقليمية والدولية،

## المستثمرون
تشكل مدينة خليفة الصناعية مركزاً مستقطباً لاستثمارات متنوعة مثل:
- قطاعات الألمنيوم
- الفولاذ
- المنتجات المعدنية
- الأغذية المصنعة
- الأدوية
- ومعدات الرعاية الصحية
- تحويل البوليمرات
- قطع غيار السيارات
- القطاع البلاستيكي.

وقد بدأت شركة الإمارات للألمنيوم، والتي تُعد المستثمر الرئيسي لشركة منطقة خليفة الصناعية، عملياتها في عام 2009، والتي تهدف إلى أن تكون واحدة من أكبر مصاهر الألمنيوم في موقع واحد في العالم. تنتج حاليًا 800 ألف طن من الألمنيوم في المنطقة الصناعية ومع تزايد الطلب على الألمنيوم، سيصل السوق المحلي إلى 1.3 مليون طن مع افتتاح مرحلته الثانية قريبًا.
وبحسب تقارير إعلامية، يمكن أن تؤدي منطقة خليفة الصناعية إلى خلق أكثر من 150 ألف فرصة عمل بسبب صفقة مُوقعة مع أكثر من 50 شركة محلية ودولية. بحلول أواخر عام 2013، شمل مستثمرو الخدمات اللوجستية والصناعات الثقيلة باور، كي إس بي، Al Braik Investments LLC، Palletco، برازيل فودز إس إيه، City Pharmacy، ومصنع الإمارات لكربونات الكالسيوم الذي وقع جميعًا عقود إيجار طويلة الأجل في منطقة خليفة الصناعية وبدأوا في بناء مرافق في الموقع.
في مقابلة إعلامية في مارس 2014، صرح الرئيس التنفيذي لشركة منطقة خليفة الصناعية، سمير شاتورفيدي، أن المنطقة الصناعية ستسلم مستودعات مبنية مسبقًا موزعة على أكثر من مليون قدم مربع في منطقة خليفة الصناعية اللوجستية المطورة حديثًا للمستأجرين في وقت لاحق من ذلك الشهر. جاءت المقابلة بعد أنباء عن توقيع سلسلة متاجر كبرى في الإمارات العربية المتحدة، سبينيس، صفقة مدتها 50 عامًا لبناء وتشغيل مركز توزيع مخصص لمخازن التبريد على مساحة 382.9 ألف قدم مربع في منطقة خليفة الصناعية.

## الجوائز
حصدت مدينة خليفة الصناعية،، عدة جوائز خاصة بالمناطق الحرة في العالم لعام 2020 من مجلة “إف دي آي” المملوكة من قبل مجموعة “فايننشال تايمز” البريطانية،.
وتم تكريم مدينة خليفة الصناعية في ثلاث فئات رئيسية:
1. جائزة“أفضل منطقة حرة في الشرق الأوسط للشركات الكبيرة” تضم حالياً أكثر من 600 شركة من ضمنها بعض أكبر الشركات العالمية.
2. جائزة “المنطقة الحرة للعام في فئة المؤسسات الصغيرة والمتوسطة”،لتشجيعها الشركات من كل الأحجام على توسيع عملياتها ضمن منطقتها الحرة ودعمها لها
3. جائزة “التخصص عن فئة التصميم”لنجاحها في إرساء مخطط عام للمدينة يسهم في تقريب الشركات إلى مورديها ومتعامليها

## روابط خارجية
- الموقع الرسمي لمنطقة خليفة الصناعية
- الموقع الرسمي لموانئ أبوظبي